# Вацлавек, Матоуш
Матоуш Вацлавек (чеш. Matouš Václavek; 29 сентября 1842, Льготка, Моравия (ныне в составе г. Злина) — 2 декабря 1908, Всетин) — чешско-моравский историк, географ, этнограф, писатель.

## Биография
Окончил философский факультет Карлова университета в Праге. Работал школьным учителем, директором, инспектором.
Принимал активное участие в создании литературы в области географии, истории и этнографии. Участник авторского коллектива Научной энциклопедии Отто, одной из самых лучших и полных энциклопедий в истории человечества, которая уступала, по мнению чешского историка Дерека Сейера, разве что Британнике.
Основные произведения по истории и географии Моравской Валахии. Был также этнографом, собирал сказки, пословицы, головоломки, записывал народные обычаи.

## Избранные труды
- «Dějiny města Vsetína a okresu Vsackého» () (1881);
- «Markrabstvi moravské» (1882-85, 2 т.);
- «Hejtmanstvi valašskomeziřičské» (1883);
- «Několik pohádek a pověstí z Moravského Valašska» (1884)
- «Valašské pohádky» (1889)
- «Stručné dĕjiny moravské» (1886);
- «Moravské Valašsko» (1887) ;
- «Hejtmanství Valašsko-Meziříčské» (1889);
- «Děti na Moravském Valašsku» (1902)
- «Z kouzelných říší I.-IV.» (1904—1905) и др.